# Почетский сельсовет
Почетский сельсовет — сельское поселение в Абанском районе Красноярского края.
Административный центр — посёлок Почет.

## Население
| 2010  | 2012  | 2013  | 2014  | 2015  | 2016  | 2017  |
| ----- | ----- | ----- | ----- | ----- | ----- | ----- |
| 1653  | →1653 | ↘1625 | ↘1600 | ↘1594 | ↘1553 | ↘1539 |
| 2018  | 2019  | 2020  | 2021  |       |       |       |
| ↘1501 | ↘1465 | ↘1454 | ↘1427 |       |       |       |

## Состав сельского поселения
| № | Населённый пункт | Тип населённого пункта          | Население |
| - | ---------------- | ------------------------------- | --------- |
| 1 | Бирюса           | деревня                         | ↘176      |
| 2 | Озёрный          | посёлок                         | ↘49       |
| 3 | Плахино          | село                            | ↘205      |
| 4 | Почет            | посёлок, административный центр | ↘947      |
| 5 | Тулень           | деревня                         | ↘13       |
| 6 | Чигашет          | посёлок                         | ↘118      |
| 7 | Шивера           | деревня                         | ↗145      |

В 2001 году упразднён посёлок Федино.
В 2021 году упразднена деревня Шигашет.

## Местное самоуправление
Почетский сельский Совет депутатов
Дата избрания: 14.03.2010. Срок полномочий: 5 лет. Количество депутатов: 10
Глава муниципального образования
- Лесун Антонина Владимировна. Дата избрания: 14.03.2010. Срок полномочий: 5 лет